# Körfez
Körfez è una città e un distretto della provincia di Kocaeli, in Turchia.